# ألف روس
ألف روس (بالدنماركية: Alf Ross؛ بالسويدية: Alf Ross) هو محامي وقاضي دنماركي وسويدي، ولد في 10 يونيو 1899 في كوبنهاغن في الدنمارك، وتوفي في 17 أغسطس 1979 في Virum ‏ في الدنمارك.